# Comuna Belogradcik, Vidin
Obștina Belogradcik (comuna Belogradcik) este o unitate administrativă în regiunea Vidin din Bulgaria. Cuprinde un număr de 18 localități (1 oraș și 17 sate). Reședința sa este orașul Belogradcik.

## Localități componente
| - Belogradcik - Borovița - Veștița - Vărba - Granitovo - Graniceak - Dăbravka - Kracimir - Oșane | - Praujda - Prolazința - Rabișa - Raeanovți - Salaș - Slivovnik - Stakevți - Struindol - Chiflik |

## Demografie
Componența etnică a comunei Belogradcik
     Romi (18,26%)
     Bulgari (72,17%)
     Nicio identificare (9,48%)
     Altele (0,07%)
La recensământul din 2011, populația comunei Belogradcik era de 6.602 locuitori. Din punct de vedere etnic, majoritatea locuitorilor (72,17%) erau bulgari, cu o minoritate de romi (18,26%). Pentru 9,48% din locuitori nu este cunoscută apartenența etnică.